# Saint-Georges (Charente)
Saint-Georges és un municipi francès situat al departament del Charente i a la regió de la Nova Aquitània. L'any 2007 tenia 56 habitants.

## Demografia

### Població
El 2007 la població de fet de Saint-Georges era de 56 persones. Hi havia 24 famílies de les quals 4 eren unipersonals (4 homes vivint sols), 12 parelles sense fills i 8 parelles amb fills.
La població ha evolucionat segons el següent gràfic:
Habitants censats

### Habitatges
El 2007 hi havia 34 habitatges, 25 eren l'habitatge principal de la família, 4 eren segones residències i 6 estaven desocupats. 33 eren cases i 1 era un apartament. Dels 25 habitatges principals, 15 estaven ocupats pels seus propietaris i 9 estaven llogats i ocupats pels llogaters; 3 tenien tres cambres, 1 en tenia quatre i 21 en tenien cinc o més. 19 habitatges disposaven pel capbaix d'una plaça de pàrquing. A 9 habitatges hi havia un automòbil i a 14 n'hi havia dos o més.

### Piràmide de població
La piràmide de població per edats i sexe el 2009 era:
| Homes | Edats   | Dones |
| ----- | ------- | ----- |
| 0     | 95 o +  | 0     |
| 0     | 90 a 94 | 4     |
| 0     | 85 a 89 | 4     |
| 0     | 80 a 84 | 0     |
| 4     | 75 a 79 | 0     |
| 0     | 70 a 74 | 4     |
| 4     | 65 a 69 | 4     |
| 0     | 60 a 64 | 4     |
| 0     | 55 a 59 | 0     |
| 0     | 50 a 54 | 4     |
| 0     | 45 a 49 | 0     |
| 0     | 40 a 44 | 0     |
| 4     | 35 a 39 | 8     |
| 0     | 30 a 34 | 0     |
| 0     | 25 a 29 | 4     |
| 4     | 20 a 24 | 0     |
| 0     | 15 a 19 | 4     |
| 8     | 10 a 14 | 0     |
| 0     | 5 a 9   | 0     |
| 8     | 0 a 4   | 0     |

## Economia
El 2007 la població en edat de treballar era de 29 persones, 19 eren actives i 10 eren inactives. De les 19 persones actives 17 estaven ocupades (10 homes i 7 dones) i 2 estaven aturades (1 home i 1 dona). De les 10 persones inactives 4 estaven jubilades, 1 estava estudiant i 5 estaven classificades com a «altres inactius».
Activitats econòmiques
L'any 2000 a Saint-Georges hi havia 4 explotacions agrícoles.

## Poblacions més properes
El següent diagrama mostra les poblacions més properes.